# Samolot akrobacyjny
Samolot akrobacyjny – samolot, który dzięki swoim cechom konstrukcyjno-pilotażowym może wykonywać 
akrobację lotniczą i jest dopuszczony do wykonywania bądź tylko określonych figur akrobacji bądź do akrobacji pełnej (wszystkie figury akrobacji).
Samolot przeznaczony do wykonywania akrobacji z figurami generującymi jedynie przeciążenia dodatnie są zwane czasem samolotami 
półakrobacyjnymi, zaś te, które dopuszczają zakres przeciążeń od -10g do +12g - samolotami akrobacji pełnej (wyczynowej).
Zasadnicze cechy konstrukcyjne to:
- zwarta konstrukcja (małe momenty bezwładności)
- konstrukcja wytrzymała na przeciążenia zarówno dodatnie jak i ujemne
- duże powierzchnie sterowe warunkujące doskonałą sterowność
- stosunkowo małe obciążenie mocy (silnik o dość wysokiej mocy)

Zasadnicze cechy pilotażowe to:
- duża czułość sterów, szybka reakcja na sterowanie
- małe siły na sterach (znaczne odciążenie sterów)
- stosunkowo mała stateczność

## Samoloty akrobacyjne
- Zlín Z-50 (akrobacja wyczynowa)
- Extra 300 (akrobacja wyczynowa)
- Su-26 (akrobacja wyczynowa)

## Polskie samoloty zdolne do akrobacji
- śmigłowe
  - PZL-130 Orlik (średnio zaawansowana akrobacja lotnicza)
  - PZL M26 Iskierka (zaawansowana akrobacja lotnicza)
  - DEKO-9 Magic
- odrzutowe
  - PZL TS-11 Iskra (średnio zaawansowana akrobacja lotnicza)